# Seznam naselij Zadrske županije
Seznam naselij Zadrske županije.
Opomba: Naselja v ležečem tisku so opuščena.

## B
Babindub - Banj - Banjevci - Begluci - Benkovac - Benkovačko Selo - Bibinje - Bila Vlaka - Bilišane - Biograd na Moru - Bjelina - Bogatnik - Bošana - Božava - Brbinj - Brgud - Brgulje - Briševo - Brotnja - Bruvno - Bruška - Budak - Buković - Bulić - 

## C
Cerovac - Crljenik - Crno - 

## Č
Čeprljanda - 

## D
Debeljak - Deringaj - Dinjiška - Dobra Voda - Dobropoljana - Dobropoljci - Donja Jagodnja - Donja Suvaja - Donje Biljane - Donje Ceranje - Donje Raštane - Donji Karin - Donji Kašić - Donji Lepuri - Donji Srb - Drage - Dragove - Dračevac Ninski - Drenovac Osredački - Duboki Dol - Dugopolje -

## G
Galovac - Glogovo - Golubić - Gorica, Pag - Gorica, Sukošan - Gornja Jagodnja - Gornja Suvaja - Gornje Biljane - Gornje Ceranje - Gornje Raštane - Gornji Karin - Gornji Srb - Grab - Gračac - Gubavčevo Polje - 

## I
Islam Grčki - Islam Latinski - Ist - 

## J
Jasenice - Jovići - 

## K
Kakma - Kaldrma - Kali - Kaštel Žegarski - Kijani - Kolan - Kolanjski Gajac - Kolarina - Kom - Komazeci - Korlat - Košljun - Kožino - Kožlovac - Kraj - Krijal - Krneza - Krupa - Kruševo - Kukljica - Kula Atlagić - Kunovac Kupirovački - Kupirovo - 

## L
Lisičić - Lišane Ostrovičke - Lišane Tinjske - Ljubač - Lovinac - Luka - Lukoran - 

## M
Mala Rava - Mali Iž - Mandre - Maslenica - Mazin - Medviđa - Miranje - Miškovići - Molat - Morpolača - Mrljane - Muline - Murvica - Muškovci - 

## N
Nadin - Nadvoda - Nadvrelo - Neteka - Neviđane - Nin - Ninski Stanovi - Novigrad - 

## O
Obrovac - Olib - Omsica - Osredci - Ostrovica - Otrić - Ošljak - 

## P
Pag - Palanka - Paljuv - Pašman - Perušić Benkovački - Petrčane - Podgradina - Podgrađe - Podlug - Polača - Poličnik - Poljana, Preko - Poljana, Ugljan - Polje - Poljica - Popovići - Posedarje - Povljana - Preko - Premuda - Pribudić - Pridraga - Pristeg - Privlaka - Privlaka, Zadarska županija - Prkos - Prljevo - Prović - 

## R
Radovin - Radošinovci - Rastičevo - Rava - Raštević - Ražanac - Rivanj - Rodaljice - Rtina - Rudopolje Bruvanjsko - Rupalj - 

## S
Sali - Savar - Seline - Sestrunj - Sikovo - Silba - Slivnica - Smilčić - Smoković - Smokvica - Soline - Stankovci - Stara Vas - Starigrad - Suhovare - Sukošan - Sutomišćica - Sveti Filip i Jakov - Sveti Petar na Moru -

## Š
Šimuni - Škabrnja - Šopot - 

## T
Tinj - Tiškovac Lički - Tkon - Tomingaj - Tovarnele - Tribanj - Turanj - 

## U
Ugljan - 

## V
Veli Iž - Veli Rat - Velika Popina - Velim - Verunić - Vinjerac - Vir - Visočane - Vlašići - Vrana - Vrdaga - Vrgada - Vrsi - Vrčići - Vukšić - 

## Z
Zadar - Zaglav - Zagrad - Zaklopac - Zapuntel - Zapužane - Zaton Obrovački - Zaton - Zelengrad - Zemunik Donji - Zemunik Gornji - Zrmanja - Zrmanja Vrelo - Zverinac - 

## Ž
Ždrelac - Žman - 